# NGC 482
NGC 482 је спирална галаксија у сазвежђу Феникс која се налази на NGC листи објеката дубоког неба.
Деклинација објекта је - 40° 57' 58" а ректасцензија 1h 20m 20,4s. Привидна величина (магнитуда) објекта NGC 482 износи 13,7 а фотографска магнитуда 14,5. NGC 482 је још познат и под ознакама ESO 296-13, MCG -7-3-17, AM 0118-411, PGC 4823.